# 시력검사표

시력 검사를 위해 사용되는 스넬렌 차트.

시력검사표, 아이 차트(eye chart)는 시력을 측정하기 위해 사용되는 검사표이다. 시력검사표는 안과의사, 의사, 간호사 등 의료전문인이 시력 손상을 검진하기 위해 종종 사용한다. 또, 안구를 전문으로 다루는 의사들은 약물이나 수술 등 다양한 치료법에 대응하기 위해 자신의 환자들의 시력을 모니터링할 목적으로 시력검사표를 사용하기도 한다.
시력검사표는 테스트를 받는 사람에게서 멀리 떨어진 곳에 위치시키는 것이 표준으로 자리잡혀 있다. 검사를 받는 사람은 시력검사표의 기호의 식별을 시도하는데 가장 큰 기호에서 시작하며 기호를 식별하지 못할 때까지 더 작은 기호로까지 순차적으로 따라내려가게 된다. 식별 가능한 가장 작은 기호가 그 사람의 시력으로 간주된다.
스넬렌 차트가 가장 흔히 사용된다. 그 밖의 시력검사표로는 LogMAR 차트, 란돌트 C, E 차트, 레아 시험, Golovin–Sivtsev table, 로젠바움 차트, 제거 차트(Jaeger chart)가 있다. 앞서 언급되었듯이 시력검사표는 시력을 측정한다. 시력검사표는 녹내장, 망막 문제, 주변 시야 소실과 같은 안구 질환의 정보를 의사에게 제공하지 않는다.